# Junior (żużel)
Junior (młodzieżowiec) w sporcie żużlowym – zawodnik do 21. roku życia włącznie, przy czym brany jest pod uwagę rok urodzenia.
Sport żużlowy, w przeciwieństwie np. do piłki nożnej, jest dyscypliną, której jeden sezon "mieści się" w danym roku kalendarzowym. Juniorem po raz ostatni jest się wtedy, gdy w danym sezonie kończy się 21 lat. A więc osoba urodzona w roku 1990 będzie miała status juniora do roku 2011 włącznie. 
W sporcie żużlowym podział senior-junior jest jedynym, który wyodrębniany jest z kryterium wieku, choć istnieją oficjalne turnieje mistrzowskie, np. Brązowy Kask, w którym mogą startować tylko juniorzy do 19. roku życia włącznie. Nie istnieją ograniczenia dla występu juniorów w gronie seniorskim, podobnie jak to ma miejsce w wielu innych dyscyplinach sportu. 
W Polsce, w spotkaniach ligowych, można występować mając nie mniej niż 16 lat (tutaj także liczy się rok urodzenia), a więc maksymalnie jako junior można ścigać się przez sześć kolejnych lat (sezonów). Status juniorski nie przepada, gdy zawodnik np. w wieku lat 17 zakończy karierę, a po 2-3 latach zdecyduje się na jej kontynuację. Młodzieżowcem jest się bowiem dopóty, dopóki nie rozpocznie się rok, w którym zawodnik ukończy 22 lata.